# 永生不灭
《永生不灭》，是科乐美发行，野尻真太制作的动作射击游戏。该作于2012年2月2日发售，登陆PlayStation 3和Xbox 360平台。

## 游戏玩法
主角是一个拥有不死之身的人，可以承受伤害。随着时间的推移，玩家将会失去部分身体，玩家要收集到他们失去的四肢。玩家可以制作出大型物体来粉碎附近的敌人并伤害他们。游戏玩法还采用拼图元素。一个女同伴会协助玩家，但她并非不死之身，玩家要承受伤害来保护她。

## 游戏情节
一个喜欢说俏皮话，名为布莱斯的恶魔猎人，他被妖王亚斯塔罗斯诅咒因此活了五百年。到了现代，他为了钱和阻止恶魔入侵与一个女私家侦探合作，阻止一个几乎摧毁城市的复仇恶魔。

## 角色

### 布莱斯玻尔兹曼
五百年前他亲眼目睹他的妻子被妖王残忍的杀害。从那时起，他已经成为一个衣冠不整的酒鬼，为了金钱和复仇他利用接回四肢的能力来消灭恶魔。在现代，他伴随着一个名叫阿卡迪亚的女私家侦探。

### 阿卡迪亚Maximille
布莱斯的同伴。一个冷酷但有条理的人。

### 亚斯塔罗斯
主要敌人。亚斯塔罗斯是恶魔之王，他杀害布莱斯的妻子，并挖出他的一只眼睛和诅咒他致使其拥有不死之身。他命令恶魔入侵城市。

## 评价
各媒体对该游戏的评价褒贬不一。IGN称该游戏为2012上半年最烂游戏。